# Theoneste Bagosora
Theoneste Bagosora (Gisenyi, 16 de agosto de 1941 – Bamaco, 25 de setembro de 2021) foi um coronel ruandês. Ficou conhecido por seu papel no Genocídio de Ruanda em 1994, pelo qual foi condenado à prisão perpétua em 2008 pelo Tribunal Penal Internacional de Ruanda.

## Primeiros anos
Bagosora nasceu no grupo étnico hutu da prefeitura de Gisenyi, em Ruanda. Em 1964, ele se formou na École des officiers em Kigali com a patente de segundo tenente. Ele então continuou seus estudos na França. Ele serviu como segundo no comando da École supérieure militaire em Kigali e como comandante do campo militar de Kanombe.
Ele foi nomeado para o cargo de Chefe do Estado Maior no Ministério da Defesa de Ruanda em junho de 1992 e, apesar de sua aposentadoria oficial do exército em 23 de setembro de 1993, ele manteve sua pasta ministerial até fugiu do país em julho de 1994.

## Papel no genocídio
Bagosora nasceu na mesma região que Juvénal Habyarimana, presidente de Ruanda entre 1973 e 1994. Ele estava ligado ao 'Madame Clan', mais tarde conhecido como akazu, um grupo associado a Agathe Habyarimana, esposa de presidente, que havia rumores de ser um extremista hutu relacionado a membros poderosos da sociedade. desdobrou um desejo de poder que chamou a atenção dos extremistas.
Em 18 de dezembro de 2008, Bagosora foi considerado culpado de genocídio e condenado à prisão perpétua por um Tribunal Penal Internacional. A sentença condenou o coronel e dois outros oficiais acusados, major Aloys Ntabakuze e coronel Anatole Nsengiyumva, culpados de genocídio, crimes contra a humanidade e crimes de guerra, condenando Bagosora à prisão perpétua. armas e ordenou que soldados hutus e a infame milícia Interahamwe matassem membros da comunidade tutsi e moderassem hutus. Ele também estabeleceu que Bagosora havia sido "a mais alta autoridade no Ministério da Defesa de Ruanda, com autoridade sobre o exército" nos dias que se seguiram ao assassinato do presidente Habyarimana. O tribunal considerou Bagosora culpado pelos assassinatos de Agathe Uwilingiyimana, os dez soldados belgas que a protegeram, o presidente do Tribunal Constitucional, Joseph Kavaruganda, e três dos principais líderes da oposição: Faustin Rucogoza, Frederic Nzamurambaho e Landoald Ndasingwa. Além disso, o Tribunal considerou Bagosora culpado de orquestrar os assassinatos em massa de tutsis em Kigali e Gisenyi. Bagosora foi absolvida, no entanto, das acusações de conspiração para cometer genocídio. A sentença de apelação decidiu a seu favor e sua sentença reduzida a 35 anos de prisão.

## Morte
Bagosora morreu em 25 de setembro de 2021, aos oitenta anos de idade, em um hospital de Bamaco.